# Никола Думчев
Никола Думчев е български общественик и просветен деец от Възраждането.

## Биография
Роден е в Дойран. Учи в Русия. Преподава в родния си град. По-късно става български учител в Солун. В учебната 1882 - 1883 година преподава отново в Дойран. Училището при него постига големи успехи и владиката Теоклит Поленински подава такрир срещу Думчев, който бил руски възпитаник и следователно политически враг на Турция.